# Marija Mazinová
Marija Valerjevna Mazinová (rusky Мария Мазина) (* 18. dubna 1964 Moskva, Sovětský svaz) je bývalá sovětská a ruská sportovní šermířka, která se specializovala na šerm kordem.
Sovětský svaz a později Rusko reprezentovala v osmdesátých, devadesátých letech a na přelomu tisíciletí. Jako sovětská reprezentantka zastupovala moskevskou šermířskou školu, které spadaly pod Ruskou SFSR. Na olympijských hrách startovala v roce 1996 a 2000 v soutěži jednotlivkyň a družstev. V roce 1990 a 1992 obsadila třetí místo na mistrovství světa v soutěži jednotlivkyň. S ruským družstvem kordistek vybojovala na olympijských hrách jednu zlatou (2000) a jednu bronzovou (1996) olympijskou medaili a v roce 2001 vybojovala s družstvem titul mistryň světa.